# Rosamaria Montibellerová
Rosamaria Montibellerová (* 9. dubna 1994 Nova Trento) je brazilská volejbalistka. Je vysoká 185 cm a hraje nejčastěji na pozici univerzálky. Je také úspěšnou modelkou a influencerkou, uvedla na trh vlastní kolekci šperků.
Pochází ze státu Santa Catarina, kam její předkové přišli z Tridentska. Volejbalu se věnuje od devíti let, v roce 2012 debutovala v nejvyšší soutěži v barvách klubu São Caetano EC. Téhož roku vyhrála s brazilským výběrem jihoamerický juniorský šampionát. V roce 2015 vyhrála jako kapitánka s brazilským týmem světový šampionát do 23 let a byla vyhlášena nejlepší univerzálkou na turnaji.
V seniorské reprezentaci Brazílie se poprvé objevila v roce 2015, kdy se podílela na stříbrné medaili Brazilek z Panamerických her. V roce 2017 zvítězila na Montreux Volley Masters i na Grand Prix ve volejbale žen. Zúčastnila se MS 2018, kde brazilská reprezentace skončila na sedmém místě. V roce 2018 s týmem Minas Tênis Clube vyhrála jihoamerický klubový šampionát. Na olympijském turnaji 2020 získala stříbrnou medaili. Od roku 2021 hraje za klub AGIL Volley z italské Novary. Na mistrovství světa ve volejbale žen 2022 postoupila s brazilskou reprezentací do finále, kde byly poraženy Srbskem. V Lize národů obsadila s brazilským týmem druhé místo v letech 2021 a 2022.